# Pycnandra belepensis
Pycnandra belepensis är en tvåhjärtbladig växtart som beskrevs av Swenson och Jérôme Munzinger. Pycnandra belepensis ingår i släktet Pycnandra och familjen Sapotaceae. Inga underarter finns listade i Catalogue of Life.